# 데번셔 공작부인 조지아나 캐번디시

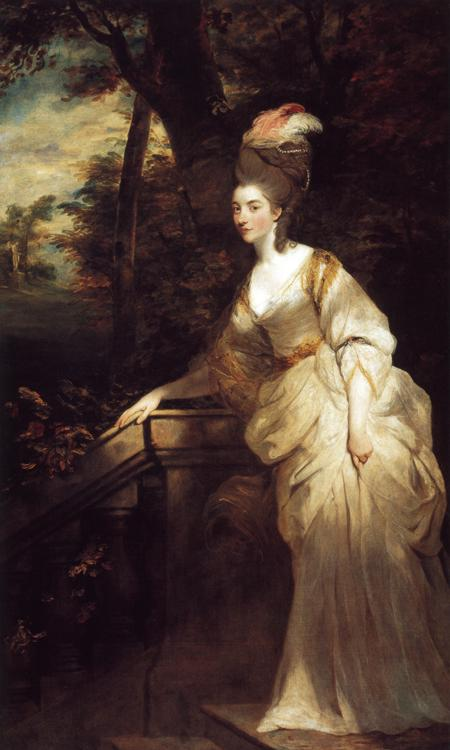
조지아나 캐번디시의 초상화

데번셔 공작부인 조지아나 캐번디시(영어: Georgiana Cavendish, Duchess of Devonshire, 1757년 6월 7일 - 1806년 3월 30일) 또는 조지아나 스펜서(영어: Georgiana Spencer)는 제5대 데번셔 공작 윌리엄 캐번디시의 첫 번째 아내이자 제6대 데번셔 공작 윌리엄 캐번디시의 어머니이다. 조지아나 캐번디시의 부친은 제1대 말버러 공작 존 처칠의 증손자인 존 스펜서 백작이다. 질녀는 캐롤라인 램브이다. 훗날 영국의 총리가 되는 찰스 그레이와의 사이에서 사생아 엘리자 코트니를 낳았으며, 엘리자 코트니는 현재 요크 공작 부인 사라의 조상이 된다. 또한, 조지아나 캐번디시는 웨일스 공비 다이애나와도 혈통상 먼 친척 관계인데, 다이애나는 조지아나의 먼 종손녀뻘에 해당된다.

## 일생

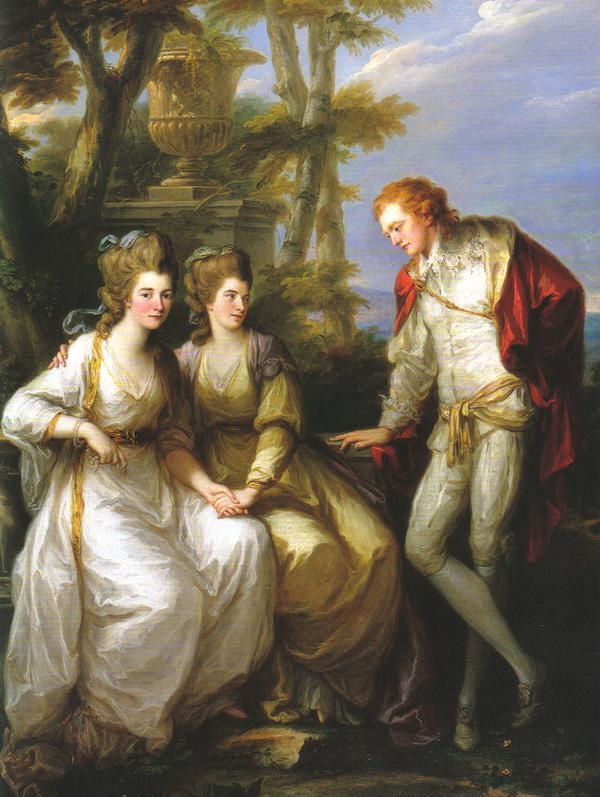
조지아나 캐번디시와 그녀와 남매지간인 헨리에타와 조지를 그린 그림. 이 그림은 조지아나가 결혼하기 전에 그린 그림이다.

데번셔 공작부인은 빼어난 미모로 소문이 자자했으며, 문학과 정치에 대해 이야기를 나누는 대표적인 사회적 명사들의 모임(살롱)에 항상 빠지지 않고 참석하는 대표적인 사교계 명사였다. 여성에게 참정권이 부여되기 백 년 전의 시대였음에도 그녀는 매우 활발한 정치운동을 전개하였다. 스펜서 가문과 캐번디시 가문은 정치적으로 휘그당원이었다. 데번셔 공작부인은 국왕(조지 3세)과 장관들이 후원 세력을 통해 영국 하원을 이끌었던 막강한 영향력을 갖고 있을 시기에 휘그당, 특별히 자신의 먼 사촌인 찰스 제임스 폭스를 위한 선거 캠페인을 벌였다. 1784년 총선기간에 데번셔 공작 부인은 입맞춤으로 찰스 제임스 폭스 후보자의 득표를 꾀한 것으로 소문이 났으며, 이에 토머스 롤런드슨은 ‘데번셔 또는 가장 확실한 득표방법(THE DEVONSHIRE, or Most Approved Method of Securing Votes)’이라는 풍자 글을 씀으로써 공작 부인은 공개적으로 조롱감이 되었다.
익히 알려진 이야기로, 그녀가 마차에서 내딛을 때 아일랜드 출신의 한 청소부가 다음과 같이 외쳤다. “숙녀님, 저는 당신을 사랑하고 당신에게 은총이 있기를 바랍니다. 당신의 두 눈에 제 담배대에 불이 붙게 해주십시오!” 이후 그녀는 자신을 칭송하거나 칭찬하는 다른 사람들의 말을 들을 때마다 그 청소부의 말을 떠올리면서 청소부의 말에 비해 너무 시시하다고 응수하곤 했다.
1779년 공작 부인은 작자미상으로 서간체소설 《실프(The Sylph)》를 발간하였다. 공작부인은 또한 토머스 베도스와 더불어 브레스톨에 기계공학 학교를 설립하는데 크게 기여하기도 하였다.

### 남편과 자녀
조지아나 스펜서는 1774년 6월 7일 자신의 17번째 생일 날에 데번셔 공작과 결혼하였다.
그녀는 총 네 명의 아이를 낳았는데, 그 전까지 여러 차례 유산을 겪었다. 네 명의 아이 가운데 세 명은 남편한테서 얻은 것이고, 나머지 딸 한 명은 찰스 그레이와의 불륜 관계로 낳은 사생아였다. 또한 조지아나는 남편의 사생아인 샬로트를 받아들여 자신의 하녀로 삼았다.
- 칼라일 백작 부인 조지아나 호워드 (1783년 7월 12일 - 1858년 8월 8일) :　제6대 칼라일 백작 조지 호워드와 결혼하였다.
- 그랜빌 백작 부인 해리엇 레베슨고워 (1785년 8월 29일 - 1862년 11월 25일) : 제1대 그랜빌 백작 그랜빌 레베슨고워와 결혼하였다.
- 윌리엄 캐번디시 (1790년 5월 21일 - 1858년 1월 18일) : 하팅턴 후작으로 나중에 부친의 뒤를 이어 데번셔 공작이 되었다. 평생 결혼하지 않았다.
- 엘리자 코트니 (1792년 1월 20일 - 1859년 5월 2일) : 찰스 그레이와의 사이에서 낳은 사생아이다. 조지아나는 찰스 그레이의 부모에게 딸을 어쩔 수 없이 위탁하였다. 엘리자는 나중에 로버트 엘리스 중령과 결혼하였으며, 첫째 딸의 이름을 조지아나라고 지었다.

조지아나 캐번디시는 남편을 자신의 가장 친한 친구인 엘리자베스 포스터에게 소개시켜 주었으며, 이후 25년동안 세 사람은 불륜의 삼각관계를 이루며 살았다. 엘리자베스 포스터는 데번셔 공작과의 사이에서 아들 한 명(오거스터스 클리포드)과 딸 한 명(캐롤라인 로잘리 )을 낳았으며, 조지아나가 죽은 후에 그와 결혼하였다.

### 패션과 빚

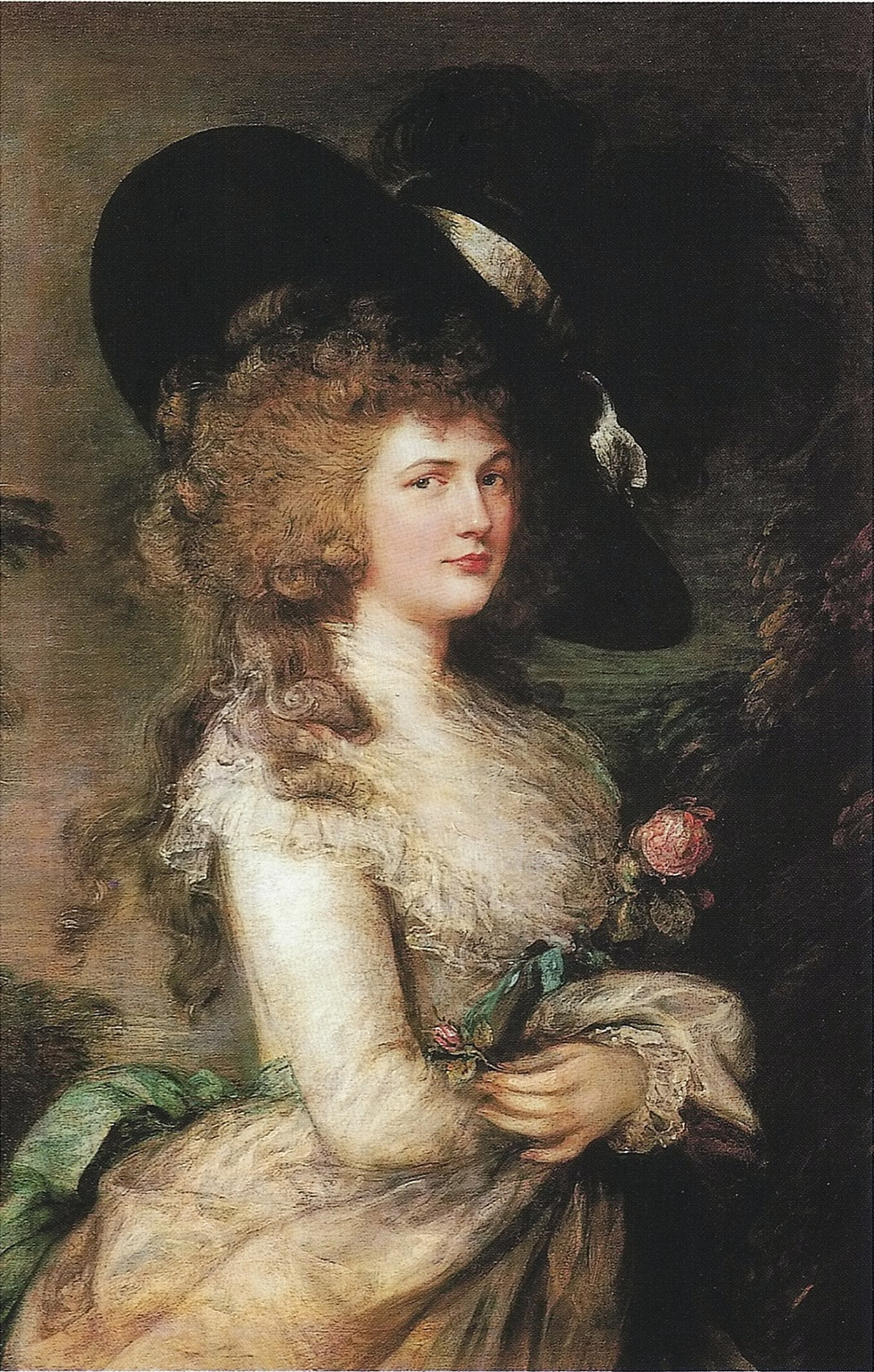
토머스 게인즈버러가 그린 조지아나 캐번디시의 초상화.

데번셔 공작부인은 혼수와 외도, 미모 가꾸기, 디자인과 옷에 대한 열정 그리고 정치활동으로 유명할 뿐만 아니라 도박을 좋아한 것으로도 유명하였다. 본가인 스펜서 가문과 남편의 가문인 캐번디시 가문 모두 엄청나게 부유한 집안이었지만, 공작 부인에게 돈 한 푼도 주지 않았기 때문에 공작 부인은 엄청난 빚을 남기고 죽었다고 전해진다. 공작 부인은 1806년 3월 30일 48세를 일기로 사망하였는데, 사망 원인은 간에 종양이 생겼기 때문이었다. 그녀의 유해는 모든 성인 기념 성당(오늘날의 더비 대성당)의 묘지에 안장되었다. 임종 당시 그녀는 오늘날 돈으로 환산하면 372만 파운드에 해당하는 빚을 남기고 갔다. 공작 부인은 자신의 부채 상황을 남편이 알까봐 노심초사하였으며, 죽을 때까지 이를 숨겼다. 공작은 아내의 부채 상황을 그녀가 죽은 후에야 알게 되었으며, 부채 금액을 보고 “이게 전부인가?”라는 말을 했다고 한다.
생전에 세간의 주목을 받았던 조지아나 공작 부인은 토머스 게인즈버러와 조슈아 레이놀즈 등에 의해 초상화로 그려졌다. 토머스 게인즈버러가 그린 가장 유명한 그림은 커다란 모자(당시 센세이션을 일으킬 정도로 널리 유행하였으며, 게인즈버러 모자 또는 초상화 모자로 알려진 스타일)를 쓴 공작 부인의 초상화는 수년 전에 분실되었다. 이 그림은 런던 아트갤러리에 있던 것을 애덤 워스가 훔쳤으며, 미국의 핑커톤 탐정사무소의 윌리엄 핑커톤에 의해 아그뉴의 아트갤러리로 무사히 돌아오게 되었다. 이 그림은 10년 전에 소더비 경매장에 다시 모습을 드러냈으며, 제11대 데번셔 공작이 구입하여 현재 채스워스 전시관에서 보관 중이다.